# Leven, Cumbria

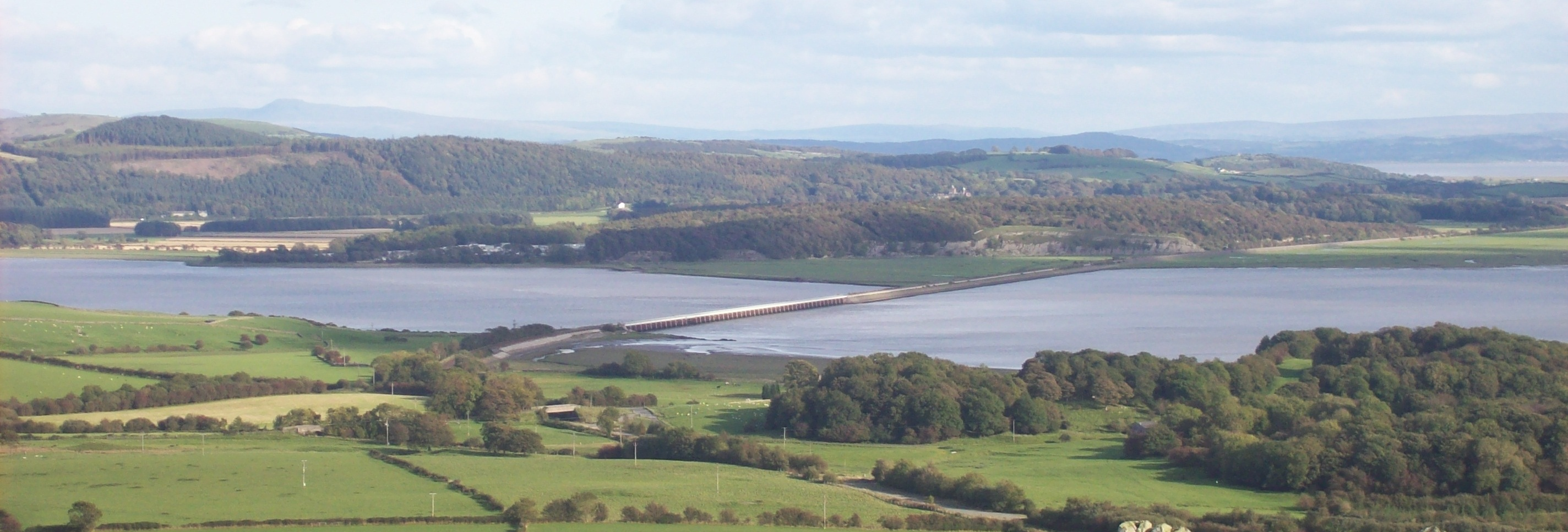
Leven

Leven är en liten flod i Cumbria i England. Floden kommer från sjön Windermeres sydligaste punkt och har en total längd på cirka 13 kilometer.